# Fourth Party System
Fourth Party System è il termine usato nelle scienze politiche e nella storia per indicare il periodo della politica americana incluso fra il 1896 ed il 1932 circa, dominato dal Partito Repubblicano, ad eccezione della scissione del 1912, anno elettorale in cui i Democratici conquistarono la Casa Bianca e la mantennero per otto anni. I testi di storia americana di solito definiscono questo periodo storico l'era progressista. Il concetto è stato introdotto con il nome di "Sistema del 1896" da E.E. Schattschneider nel 1960, e lo schema di numerazione è stato aggiunto dai politologi a metà degli anni '60.
Il periodo fu caratterizzato dal cambiamento delle priorità che contraddistinsero il terzo sistema bipartitico: l'uscita dalla guerra di secessione, la ricostruzione, le questioni razziali e quelle di politica monetaria. La quarta fase iniziò con la grave depressione del 1893 e le elezioni presidenziali del 1896, straordinariamente intense in termini di partecipazione. Il periodo politico del Fourth Party System abbraccia un arco temporale che include l'era progressista, la prima guerra mondiale e l'inizio della Grande Depressione del 1929. Quest'ultima crisi economica, come già fece quella precedente del 1893, innescò un nuovo riallineamento nelle scelte degli elettori che diede l'avvio al Fifth Party System, dominato dal Partito Democratico e dalle sue politiche del "New Deal" fino agli anni '70 del XX secolo.
Durante il Fourth Party System i principali temi di politica interna riguardarono la regolamentazione governativa delle ferrovie e dei grandi gruppi societari ("trust"), la questione monetaria (sistema aureo o bimetallismo, ovvero oro contro argento), tariffe protezionistiche sulle importazioni, il ruolo dei sindacati, il lavoro minorile, la necessità di un nuovo sistema bancario, la corruzione all'interno dei partiti, le elezioni primarie per la scelta dei candidati, l'introduzione di un'imposta federale sul reddito, l'elezione diretta dei senatori, la segregazione razziale, l'efficienza amministrativa del governo, il suffragio femminile e, infine, il controllo dell'immigrazione. La politica estera fu incentrata su: guerra ispano-americana del 1898, imperialismo americano, rivoluzione messicana, prima guerra mondiale e creazione della Società delle Nazioni. Il Fourth Party System fu caratterizzato da personaggi di grande spessore e personalità come i presidenti repubblicani William McKinley e Theodore Roosevelt e quello democratico Woodrow Wilson, il tre volte candidato democratico alla presidenza William Jennings Bryan, che non riuscì mai a diventare presidente, ed il repubblicano progressista del Wisconsin Robert M. La Follette.

## Inizi
Il periodo iniziò con il cambiamento delle scelte degli elettori tra il 1894 ed il 1896. In particolare, le presidenziali del 1896 sono spesso viste come un'elezione critica o di riallineamento, in cui le decisioni degli elettori determinarono un netto cambio dello scenario politico. In quelle elezioni trionfò il repubblicano McKinley il cui programma era caratterizzato dal rafforzamento del governo centrale per sostenere l'industria americana attraverso tariffe protezionistiche e un dollaro ancorato all'oro, quindi al sistema aureo. Gli studi hanno stabilito che i flussi elettorali determinarono una sorta di stallo nel periodo che parte dalla Guerra Civile - in cui il dominio repubblicano è stato significativo con tre sole presidenze democratiche (Cleveland per due mandati non consecutivi e Wilson) - fino al 1932, anno in cui un'altra elezione critica, con l'ascesa di Franklin Roosevelt ha segnato l'inversione della tendenza a favore del Partito Democratico. Phillips sostiene che, con la possibile eccezione del senatore dell'Iowa Allison, McKinley era l'unico candidato repubblicano che avrebbe potuto sconfiggere Bryan. In particolare, esponenti degli Stati orientali come Morton o Reed avrebbero perso contro Bryan, nato in Illinois, nel cruciale Midwest. Secondo il biografo, sebbene Bryan fosse popolare tra gli elettori rurali, "McKinley faceva appello a un'America industrializzata e urbanizzata molto diversa"
La vittoria repubblicana nel 1896 su William Jennings Bryan e il suo Partito Democratico fu relativamente stretta la prima volta, ma, nella successiva tornata elettorale del 1900, venne conseguita con un margine maggiore, trainata dal ripristino della fiducia delle imprese, ed inaugurò una lunga epoca di prosperità che permise di eliminare la maggior parte dei problemi, e con essi delle personalità, del Third Party System. La maggior parte dei blocchi elettorali non cambiò, ma si verificò un riallineamento delle scelte degli elettori che conferì ai repubblicani il dominio nel nord-est industriale ed una nuova forza negli stati di confine. Pertanto, la strada era chiara per il Movimento Progressista per imporre un nuovo modo di pensare e una nuova agenda per la politica.
Durante questo periodo, si è verificato un passaggio politico generazionale quando i veterani della guerra di secessione, ormai invecchiati, hanno ceduto il passo ai nuovi esponenti della generazione più giovane e maggiormente interessata alla giustizia sociale e al contenimento delle disuguaglianze create dal capitalismo industriale. Il Partito Democratico, dopo essere stato escluso dai ruoli più rilevanti della politica nazionale nei decenni successivi alla Guerra Civile, rinacque in questo periodo, anche grazie ai nuovi blocchi elettorali degli immigrati. La presidenza di Woodrow Wilson segnò lo spartiacque della nuova generazione di democratici privi della provante esperienza della schiavitù e della secessione. Nel medesimo periodo, il Partito Repubblicano, dopo una stagione improntata al progressismo della presidenza Theodore Roosevelt, si riaffermò rapidamente quale partito del ceto imprenditoriale dei grandi affari e del capitalismo laissez-faire.

## Sistema tariffario
Il protezionismo fu il cemento ideologico che teneva unite le correnti del Partito Repubblicano. Le tariffe elevate furono utilizzate dai repubblicani per permettere alle imprese americane maggiori vendite nel proprio mercato interno e salari più alti ai lavoratori dell'industria, nonché una più robusta domanda per i prodotti agricoli. I progressisti ritenevano però che tale sistema promuoveva, o rafforzava, i monopoli delle grandi imprese. Dal canto loro, anche democratici sostenevano che tariffe protezionistiche si traducevano in una implicita tassa per l'uomo comune. Il sistema tariffario protezionista raccoglieva il massimo sostegno nel Nord-Est industriale e la massima opposizione negli Stati del sud e dell'Ovest. Il Midwest era il campo di battaglia. La grande battaglia congressuale per il Payne-Aldrich Tariff Act nel 1910, indebolì i repubblicani, causò la scissione del Bull Moose Party e innescò il riallineamento elettorale a favore dei democratici che tornarono alla presidenza nel 1912.

## Riforme progressiste
Allarmati dalle nuove modalità di finanziamento delle campagne elettorali, i progressisti denuciarono il problema ed avviarono indagini anche da parte dei giornalisti investigativi (conosciuti come "muckraker", "spalaletame", termine coniato dal Presidente Roosevelt) sui legami corruttivi tra capi di partito, Specie locale, e gli uomini di affari. Nuove leggi ed emendamenti costituzionali resero più deboli i capi del partito istituendo le primarie ed eleggendo direttamente i senatori. Theodore Roosevelt, esponente repubblicano dei progressisti, condivideva la crescente preoccupazione per l'influenza delle imprese sul governo. Quando il suo successore alla presidenza, William Howard Taft, sembrava essere troppo accomandante con l'ala conservatrice e pro-business del Partito Repubblicano, in materia di tariffe e di riforme, Roosevelt ruppe i rapporti con il suo vecchio amico e con il suo vecchio partito. Condusse una campagna per la presidenza nel 1912 a capo del partito progressista "Bull Moose Party". Lo scisma di Roosevelt contribuì ad eleggere il candidato democratico Woodrow Wilson e consegnò il GOP ai conservatori pro-business, che, scaduto il secondo mandato di Wilson, raggiunsero la presidenza con Warren G. Harding e Calvin Coolidge. Nel 1928 Herbert Hoover divenne l'ultimo presidente del Fourth Party System.
Molti dei progressisti, specialmente nel Partito Democratico, sostennero i sindacati durante il quarto sistema bipartitico e queste organizzazioni divennero una componente importanti del Partito Democratico durante il successivo quinto sistema. Tuttavia, gli storici hanno discusso a lungo sulle ragioni per le quali negli Stati Uniti non sia mai emerso nessun partito laburista, contrariamente a quanto avvenne nel medesimo periodo storico in Europa occidentale.
La Grande Depressione, iniziata nel 1929, fece crollare l'ottimismo americano e annientò le possibilità repubblicane di proseguire nel dominio della scena politica americana. Già alle elezioni del 1928 il primo candidato cattolico alla presidenza, il democratico Al Smith, raccolse i frutti di un movimento elettorale basato sulla riallocazione delle preferenze da parte di una nuova colazione composta da etnie diverse (e.g., immigrati cattolici) e abitanti delle grandi città, che segnò la fine della politica senza classi sociali che aveva caratterizzato, fino ad allora, il Fourth Party System e, pur senza vincere, contribuì a gettare le basi del seguente Fifth Party System e del successo di Franklin D. Roosevelt con il suo New Deal, peraltro avversato proprio da Smith. Come spiega un politologo, "L'elezione del 1896 inaugurò il Fourth Party System ... [ma] solo nel 1928, con la nomina di Al Smith, un riformatore del nord-est, i Democratici trovarono consenso tra i colletti blu delle città e gli elettori cattolici, che in seguito sarebbero diventati componenti fondamentali del supporto al New Deal e avrebbero rotto il modello di polarizzazione di classe minima che aveva caratterizzato il Fourth Party System". Nel 1932 la vittoria schiacciante del democratico Franklin D. Roosevelt portò al New Deal che dominò la scena politica da quel momento.

## Suffragio femminile
Le donne definirono con forza il loro ruolo nei partiti politici dal 1880 al 1920, divenendo generalmente ausiliarie all'interno delle strutture dei partiti repubblicano e democratico. La formazione del Partito progressista di Roosevelt, nel 1912, offrì alle donne una possibilità di maggiore uguaglianza. La leader del partito progressista, Jane Addams,sostenne apertamente l'intervento delle donne in politica. I Democratici, guidati da Woodrow Wilson, rimandarono la questione del suffragio femminile richiesto dal movimento femminista invocando l'autonomia degli Stati e chiedendo a queste entità di occuparsi della tematica, nel fondato timore conto che l'opinione pubblica degli stati del Sud sarebbe stato fermamente contrario al suffragio femminile. Wilson sostenne un emendamento costituzionale dopo che il Partito di New York invertì la rotta chiedendo l'estensione del diritto di voto alle donne. Nel giugno del 1919,  l'emendamento venne approvato dal Congresso con margine risicato al Senato e, successivamente, venne ratificato dai singoli Stati e quella da parte del Congresso del Tennessee nell'agosto del 1920 rese efficace la norma secondo la procedura in vigore.
Lo sforzo bellico imposto della prima guerra mondiale venne sostenuto dal forte impatto delle donne diede energia ai sostenitori e indebolito gli oppositori. Dopo la perdita del Partito Progressista nel 1912, le donne partigiane continuarono a formare ausiliarie nei maggiori partiti. Dopo il 1920, l'inclusione e il potere nei partiti politici persistettero come questioni per le donne partigiane. Ex suffragette, mobilitate nella League of Women Voters, si sono spostate per sottolineare la necessità per le donne di purificare la politica, sostenere la pace nel mondo, sostenere il proibizionismo e creare più sostegno locale per le scuole e la sanità pubblica. All'inizio degli anni '20 entrambe le parti diedero un riconoscimento speciale agli interessi delle donne e nominarono donne simboliche in alcuni uffici altamente visibili. Il Congresso approvò un importante programma di welfare richiesto dalle donne, lo Sheppard-Towner Act del 1921. Nel 1928, era evidente ai politici maschi che le donne avevano una partigianeria più debole degli uomini, ma le loro opinioni su questioni politiche erano parallele con poche eccezioni come la pace e il proibizionismo. Nel lungo periodo, 1870-1940, il suffragio femminile a livello statale e federale era correlato con l'aumento delle spese e delle entrate del governo statale e con modelli di voto più liberali per i rappresentanti federali.

## Proibizionismo
In molti Stati il proibizionismo, date le implicazioni etniche e religiose, fu di centrale importanza nella politica progressista nel periodo antecedente al primo conflitto mondiale. La maggior parte dei protestanti pietisti - metodisti, congregazionalisti, discepoli, battisti, presbiteriani, quaccheri e luterani scandinavi -sostenevano il divieto alla produzione e consumo di alcolici quale soluzione ai problemi sociali. Contro questa impostazione si schierarono episcopali, cattolici irlandesi, luterani e cattolici tedeschi giudicando il proibizionismo una minaccia ai loro costumi sociali e alla libertà personale. I proibizionisti sostennero la democrazia diretta per consentire agli elettori di aggirare il legislatore statale nel processo di produzione delle leggi. Negli Stati del Nord, il Partito Repubblicano difendeva gli interessi dei proibizionisti mentre il Partito Democratico rappresentava gli interessi dei gruppi etnici meno favorevoli alle restrizioni. Nel Sud, le chiese battiste e metodiste svolsero un ruolo determinante nel costringere il Partito Democratico a sostenere il proibizionismo. Dopo il 1914 e durante il periodo bellico la questione si spostò verso l'opposizione dei tedeschi alla politica estera americana del Presidente Wilson. Successivamente, durante gli anni '20, l'esplosione improvvisa e inaspettata della criminalità nelle grandi città, associata al contrabbando di alcol, minò le basi del sostegno al proibizionismo permettendo ai Democratici di intestarsi la causa dell'abrogazione che venne raggiunta nel 1932

## Politica estera
La guerra ispano-americana del 1898 condusse alla fine dell'Impero spagnolo nei Caraibi e nel Pacifico, ed il seguente Trattato di Parigi, del 1898, conferì agli Stati Uniti il controllo sulle ex colonie spagnole. La proprietà permanente delle Filippine fu una questione importante nelle elezioni presidenziali del 1900. William Jennings Bryan, candidato democratico fortemente favorevole alla guerra contro la Spagna, denunciò l'acquisizione permanente delle Filippine, strenuamente difesa dai repubblicani, in particolare dal candidato alla vicepresidenza Theodore Roosevelt. Nel 1904, eletto presidente, Roosevelt si vantava del successo ottenuto l'anno precedente con il controllo del Canale di Panama. I democratici attaccarono la mossa presidenziale, ma ogni azione diplomatica con la Colombia - di cui all'epoca era parte Panama - fallì.
Nei primi anni della guerra scoppiata in Europa a seguito dell'attentato di Sarajevo, gli Stati Uniti non intervennero, cercando semmai di negoziare la pace fra i contendenti. Quando la Germania, agli inizi del 1917, avviò una guerra sottomarina senza restrizioni contro le navi americane, il Presidente Wilson invitò il Congresso a dichiarare guerra, nel contempo però ignorò gli aspetti militari del conflitto, concentrandosi su quelli diplomatici e finanziari. Sul fronte interno Wilson avviò la prima leva effettiva nel 1917, raccolse miliardi attraverso prestiti finalizzati (i cosiddetti "Liberty bond"), impose un'imposta sul reddito ai ricchi, istituì il War Industries Board, promosse la crescita dei sindacati, supervisionò l'agricoltura e la produzione alimentare attraverso il Food and Fuel Control Act, assunse il controllo delle ferrovie e soppresse i movimenti pacifisti di sinistra contrari alla guerra. Durante la Prima guerra mondiale, come tutt gli stati europei, anche gli Stati Uniti sperimentarono un'economia di guerra. Nel 1918, al termine del conflitto, Wilson sostenne varie riforme internazionali nel suo programma condensato nei noti Quattordici Punti, tra cui egli promosse l'intesa per atti diplomatici stabiliti in modo pubblico, libertà di navigazione, "uguaglianza delle condizioni commerciali" e rimozione delle barriere economiche, "aggiustamento imparziale di tutte le rivendicazioni coloniali", la creazione di uno stato polacco (la seconda Repubblica polacca) e, cosa più importante, la creazione di un'associazione fra gli Stati nazionali. Quest'ultima sarebbe diventata la Società delle Nazioni, che divenne materia molto molto controversa negli Stati Uniti e costituì un aspro argomento per Wilson. A tale riguardo, i repubblicani si rifiutarono di scendere a compromessi e nelle competizioni di mid term del 1920 gli elettori mostrarono scarso sostegno alla Società e gli Stati Uniti non vi aderirono mai. La pace fu un tema politico importante negli anni '20, soprattutto perché le donne iniziarono a partecipare al voto. Sotto l'amministrazione Harding,gli Stati Uniti, nella Conferenza navale di Washington del 1922, ottennero un significativo disarmo navale per dieci anni.
I ruggenti anni Venti furono però segnati, in campo di politica estera internazionale, dal problema dei risarcimenti economici dovuti dalla Germania, agli stati vincitori del conflitto, Francia e Gran Bretagna, nonché da varie rivendicazioni irredentiste. Gli Stati Uniti, prima con il Piano Dawes, nel 1924, e poi con il Piano Young, nel 1929, agirono in qualità di mediatori fra le varie parti contrapposte, ma, quand'anche raggiunsero qualche successo, il periodo successivo purtroppo mostrò presto in modo incontrovertibile l'effimera natura degli sforzi profusi.

### Fonti primarie
- Bryan, William Jennings. First Battle (1897), speeches from 1896 campaign. online
- Ginger, Ray, ed. William Jennings Bryan; Selections (1967). online
- La Follette, Robert. Autobiography (1913) online
- Roosevelt, Theodore. Autobiography (1913) online
- Whicher, George F., ed. William Jennings Bryan and the Campaign of 1896 (1953), primary and secondary sources. online